# Чуфут кале
Чуфут кале (кримскотатарски: Çufut Qale) историјска је тврђава на Криму, недалеко од Бахчисараја. Име на кримско-татарском значи "Јеврејска тврђава" ("Чифутска кула", "Чифут-кале").
Чуфут Кале је био историјско средиште заједнице Кримских караита ("Караимска" односно "Карајларска" заједница).